# Villa General Mitre

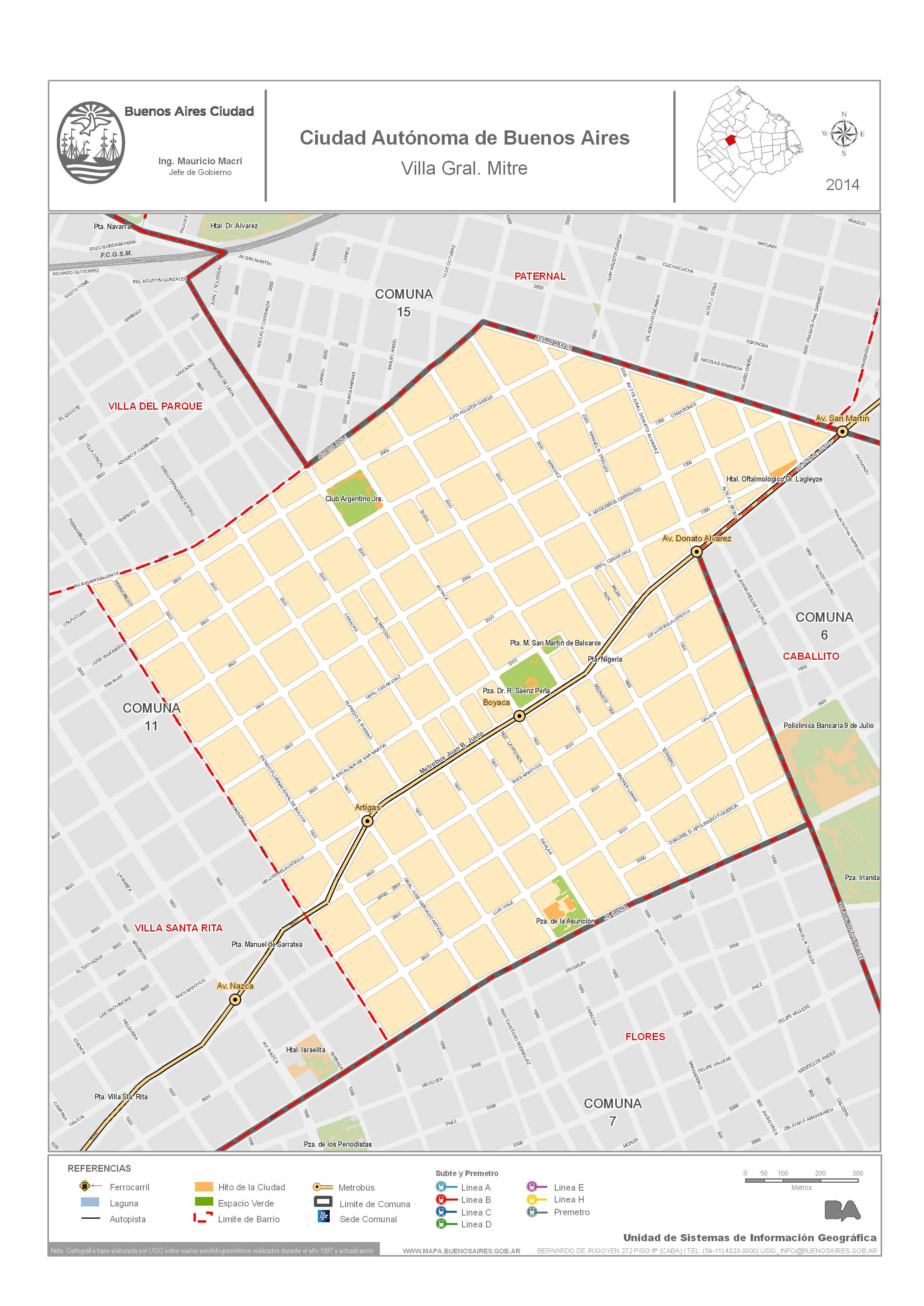
Mapa del barrio

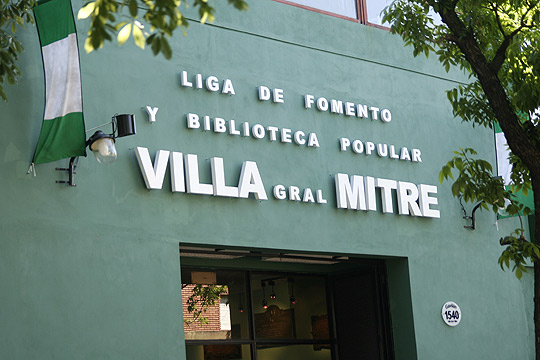
La liga de fomento y biblioteca popular

Villa General Mitre es uno de los barrios de la Ciudad Autónoma de Buenos Aires, Argentina. Su población estimada es cercana a los 36.000 habitantes, y su superficie es de 2,2 km².
Está comprendido por las calles Álvarez Jonte, Av. San Martín, Av. Juan B. Justo, Tte. Gral. Donato Álvarez, Av. Gaona y Condarco. 
Limita con los barrios de Villa Crespo y La Paternal al norte, Caballito al este, Flores al sur, y Villa Santa Rita y Villa del Parque al oeste.

## Características
Se trata de un barrio principalmente residencial, de calles anchas y tranquilas, algunas adoquinadas y otras asfaltadas. La Avenida Juan B. Justo atraviesa al barrio por la mitad. Frente a ella se encuentra la plaza del barrio (la Plaza Sáenz Peña, conocida por su monumento a Norberto Napolitano, cantante de rock y vecino del barrio).
En el barrio conviven casas bajas con edificios, sin que estos últimos quiten serenidad. La zona es arbolada y tranquila.

## Límites
El barrio se encuentra al oeste de la Ciudad de Buenos Aires, delimitado por las calles:
- Condarco
- Avenida Gaona
- Avenida Teniente General Donato Álvarez
- Avenida Juan B. Justo
- Avenida San Martín
- Avenida Álvarez Jonte

Limita al norte con Villa del Parque y La Paternal, el oeste con Villa Santa Rita, al sur con Flores y al este con Caballito.

## Historia
Antes de la llegada de los españoles el lugar era habitado por indios querandíes. Hacia mediados del siglo XIX era una zona suburbana y netamente campestre que pertenecía al Partido de San José de Flores.
Sin embargo, esto comenzó a cambiar a partir del año 1880 con la federalización de Buenos Aires. Esa ley, entre otras cosas, expandió los límites geográficos de la Ciudad de Buenos Aires. Eso incluía a las tierras donde habría de surgir Villa General Mitre.
A partir de entonces las estancias comenzaron a subdividirse en parcelas cada vez más pequeñas. Comenzaron a abrirse calles y avenidas. Fue un proceso gradual, con calles de tierra, casas espaciadas y servicios públicos llegando lentamente después de realizarse los loteos.
Originalmente el barrio era considerado parte de Villa Santa Rita, pero luego de la muerte del expresidente Bartolomé Mitre en 1906, un grupo de vecinos inició una campaña para renombrar la zona en su honor. De esta manera, el Concejo Deliberante de la Ciudad de Buenos Aires sancionó el 6 de noviembre de 1908 la ley por la cual se creaba el barrio de "Villa General Mitre".
Dos años después, el flamante barrio fue visitado por la Infanta Isabel. 
Hacia el año 1918 surge la Liga de Fomento barrial, encargada de tareas culturales, urbanísticas y deportivas. Se trata del actual Club Villa General Mitre. 
En la década del '30 comenzaron a asentarse inmigrantes de diversos orígenes: gallegos, italianos, judíos, vascos, árabes y gitanos. Con ellos surgieron comercios y pequeñas industrias.
En 2013 se produjo una fuerte inundación por el desborde del Arroyo Maldonado produciendo una muerte e innumerables daños al barrio debido a la falta de obras en el arroyo.

## Vecinos reconocidos
Entre otros:
- Pedro Quartucci (actor)
- Carlos Bilardo (DT)
- Norberto "Pappo" Napolitano (músico)
- Jorge Guinzburg (humorista)
- Juan Carlos Vilela (rector de la Facultad de Agronomía de la UBA)

## Instituciones y lugares típicos
- A pesar de relacionárselo con el barrio de La Paternal el Estadio Diego Armando Maradona de la Asociación Atlética Argentinos Juniors está dentro de los límites de este barrio.
- Club Ciencia y Labor (César Díaz y Artigas)
- Liga de Fomento Villa Gral. Mitre (Gavilán y J. B. Justo)
- Plaza Sáenz Peña (J. B. Justo y Boyacá)
- Plaza Nuestra señora de la Asunción (Gaona y Gavilán)
- Colegio Instituto Cabrini (César Díaz y Boyacá)
- Café La Humedad (Av. Gaona y Boyacá)
- Colegio Claret (Av. Donato Álvarez y Av. San Martín)
- Monumento a Norberto "Pappo" Napolitano (Andrés Lamas y J. B. Justo)
- Escuela N.º 4 D. E. 12 Provincia de La Pampa (Caracas y Gaona)
- Escuela N.º 6 D. E. 12 Alfredo Lorenzo Palacios (Caracas y Camarones)
- Conservatorio Grassi (Cucha Cucha 1410)